# Bernd Posselt
Bernd Posselt (ur. 4 czerwca 1956 w Pforzheim) – niemiecki polityk i dziennikarz, poseł do Parlamentu Europejskiego IV, V, VI i VII kadencji.

## Życiorys
Z wykształcenia dziennikarz, w zawodzie tym pracował od połowy lat 70. Był niezależnym publicystą, pisywał na zlecenie różnych czasopism, pełnił też funkcję asystenta parlamentarnego.
Wstąpił do Unii Chrześcijańsko-Społecznej w Bawarii, w 1993 zasiadł w jej zarządzie w Monachium. W 1975 założył i przez piętnaście lat przewodniczył organizacji młodzieżowej Paneuropa-Jugend Deutschland. Działa w organizacjach tzw. wypędzonych jako lider Ziomkostwa Sudeckoniemieckiego (2000–2008 i ponownie od 2014) i przewodniczący bawarskiego Związku Wypędzonych (od 1997). Udziela się także w stowarzyszeniach katolickich (m.in. w Forum Deutscher Katholiken).
W 1994 po raz pierwszy uzyskał mandat deputowanego do Parlamentu Europejskiego. W 1999, 2004 i 2009 odnawiał go na kolejne kadencje. Między 1999 a 2002 był zastępcą przewodniczącego Komisji ds. Swobód i Praw Obywatelskich, Sprawiedliwości i Spraw Wewnętrznych.
Odznaczony Orderem Zasługi Republiki Federalnej Niemiec.